# Terra Australis
| Terra Australis (Terra Australis Incognita) |
| --- |
| Världskarta från 1570. Den stora landmassan i söder är Terra Australis. - Betydelse – mytisk kontinent på äldre världskartor - Bakgrund – Aristoteles idé om balans mellan kontinenter i norr och söder - Påverkan – inspirerade till upptäcktsresor av Cook, du Fresne, de Kerguelen-Trémarec och andra - Namn – övertogs av Australien |

Terra Australis, latin för "Det södra landet" (även Terra Australis Incognita, "det okända södra landet", och Terra Australis Nondum Cognita, "det södra landet ännu ej känt"), är en tänkt sydkontinent. Den fanns på europeiska kartor från 1400- till 1700-talet och var en viktig drivkraft för den tidens upptäcktsresor. Namnet överfördes till slut till den verkliga kontinenten Australien.

## Historia

### Bakgrund
Terra Australis introducerades av Aristoteles, baserad på tanken på att jorden behövde balanseras med stora kontinenter i både norr och söder. Aristoteles idéer utvecklades senare av Klaudios Ptolemaios, en grekisk kartograf från nollhundratalet, som trodde att Indiska oceanen var omgärdad av land i söder. Denna idén, tillsammans med tanken att landmassorna i norr måste motsvaras av andra landmassor i söder, förstärkte mångas tro på den stora sydkontinentens existens. Under en del av medeltiden var kyrkans tankar om en platt jord förhärskande, och under denna tid sjönk tankarna på en stor sydkontinent undan.
När Ptolemaios under renässansen blev källan till all information för europeiska kartografer började dessa landområden dock dyka upp på deras kartor. På världskartor av Ortelius (1570) och Mercator (1587) täckte den hypotetiska kontinenten den största delen av södra halvklotet, från sydpolen upp till Australiens breddgrader.

### Senare kartor, Tasman
Genom upptäcktsresorna blev det klarlagt för många områden att dessa tänkta landområden saknades, men kartograferna fortsatte att rita in dem och vetenskapsmän fortsatte att hävda att kontinenterna faktiskt existerade. Argumenten var till exempel att det måste finnas en stor landmassa på det södra halvklotet som en motvikt för den redan kända landmassan på det norra halvklotet. Ferdinand Magellan seglade 1520 från Atlanten till Stilla havet genom Magellans sund, och den spansk-portugisiske upptäcktsresanden var övertygad om att öarna söder om sundet var del av den stora sydkontinenten. Landområdena söder om sundet blev bland annat omnämnda som Magellanica, och när Schouten och Le Maire 1616 rundade Kap Horn flyttades gränsen för den mytiska kontinenten än längre söderut.
Vanligtvis visades att land fanns som en kontinent runt sydpolen, men mycket större än det nu kända Antarktis är. Kartorna visade att landmassan sträckte sig långt ut i Stilla havet. Nya Zeeland som var det första landet att siktas av européer (Abel Tasman) år 1642, ansågs vara en del av kontinenten tillsammans med Afrika och Australien. Dessa idéer rättades till av sjöfarare under 1700- och 1800-talen.

### Franska resor
Flera länder skickade under 1700-talet ut geografiska sjöexpeditioner, både i vetenskapliga syften och med målet att utöka ländernas territorium. Detta inkluderade flera expeditioner utsända av Frankrike.
Fransmannen Marc-Joseph Marion du Fresne ledde en expedition som den 24 januari 1772 upptäckte Crozetöarna i den södra delen av Indiska oceanen. En knapp månad senare – 12 februari – landsteg en annan expedition, under ledning av Yves Joseph de Kerguelen-Trémarec, på den mer östligt belägna ögruppen Kerguelen. Ingendera ögruppen var någon kandidat till den eftersökta sydkontinenten, även om Kerguelen (något man långt senare lärt sig) var belägna på sin egen kontinentalsockel.

### Cooks resor
Den brittiske forskningsresanden James Cook letade efter sydkontinenten på sina sjöresor 1768–1779. Redan den första resan 1768–1770 hade sökandet efter Terra Australis som ett av de två huvudmålen – om än som ett hemligt mål. Bland annat kringseglade han Nya Zeeland och bevisade då att landet inte kunde vara en del av en större kontinent.
På sin andra resa 1772–1775 seglade han runt jordklotet på en än sydligare latitud, runt 70 grader sydlig bredd. Som sydligast nådde han 71° 10ʼ sydlig bredd, vilket inte skulle komma att överträffas förrän av James Weddell 1823. Man bevisade att slutligen att den mytiska sydkontinenten, med dess sagolika fauna och flora, bara var just en saga. Däremot upptäckte man under expeditionen bland annat Sydsandwichöarna.
På vissa platser korsade han även den södra polcirkeln (på drygt 66 graders sydlig bredd) och visade att om det finns någon stor kontinent i området måste den ligga runt södra polcirkeln. Den skulle inte kunna sträcka sig upp i de regioner som har ett tempererat klimat, så som man tidigare trott.

### Flinders resa
Den brittiske hydrografen och sjöofficeren Matthew Flinders fortsatte i Cooks fotspår en generation senare. 1801–1802 karterade han Australiens kuster, på uppdrag av amiralitetet, varvid han slingrande cirkulerade moturs genom den del av Stora barriärrevet som idag kallas Flinders Passage samt kartlade Carpentariaviken i norr. Hans sjökort över kustlinjen var anmärkningsvärt korrekt.
1803 tvangs Flinders avbryta sitt karteringsarbete, på grund av fartygets dåliga skick och en sviktande hälsa hos besättningen. Under hemresan till Europa internerades Flinders 1803 på den då franska ön Mauritius, beskylld för att ha ägnat sig åt spioneri (detta var under Napoleonkrigen). Först 1810 gavs han tillstånd att återvända hem till Storbritannien.
Landet Australien omnämndes som Terra Australis första gången av Flinders. Detta skedde när han 1814, strax före sin död, publicerade reseskildringen A Voyage to Terra Australis.